# Pierre Kerkhoffs
Pierre Kerkhoffs (ur. 26 marca 1936, zm. 19 października 2021) – holenderski piłkarz, który grał na pozycji napastnika. Grał w dwóch holenderskich klubach piłkarskich: SC Enschede oraz PSV Eindhoven, w którym był królem strzelców Eredivisie w sezonie 1962/63.
Po odejściu z PSV grał w szwajcarskim Lausanne Sports, w którym również sięgnął po koronę króla strzelców w sezonie 1964/65.
Kekhoffs w pięciu spotkaniach reprezentacji Holandii w latach 1960–1965.